# Железная дорога Павия — Алессандрия
Железная дорога Павия — Алессандрия (итал. Ferrovia Pavia-Alessandria) — железнодорожная линия на севере Италии. Дорога соединяет города Павию и Алессандрию.
Протяжённость линии — 63 км. 

## История
Линия была открыта в 1862 году.
Линия обслуживается региональными поездами Trenord, курсирующими по маршруту Павия—Торреберетти—Алессандрия с почасовой частотой. Все поезда останавливаются на всех станциях, кроме Кава-Карбонара. Участок между Торреберетти и Алессандрией также обслуживается региональными поездами Trenitalia, соединяющими Алессандрию и Новару, и некоторыми региональными поездами Trenord, соединяющими Алессандрию с миланской станцией Порта Дженова.
Павию и Алессандрию также соединяют поезда RegioExpress, обслуживаемые компанией Trenord. Они соединяют Алессандрию с центральным вокзалом Милана и следуют по другому маршруту через Вогеру и Тортону по линиям Милан—Генуя и Алессандрия-Пьяченца.